# Snecma C-450
Snecma C-450 Coléoptère (с фр. — «Жук») — французский экспериментальный самолёт вертикального взлёта и посадки с кольцевым крылом. Самолёт совершил свой первый полёт в декабре 1958 года. 25 июля 1959 года, в ходе своего 9-го полёта, при попытке перейти от взлёта к горизонтальному полёту он потерпел аварию. Пилот катапультировался. После аварии проект был закрыт.

## Проект
В течение 1950-х годов авиаконструкторы по всему миру участвовали в программах по разработке самолётов, которые могли не только выполнять вертикальный взлёт и вертикальную посадку, но также переходить в обычный полёт и выходить из него. Как заметил авиационный автор Фрэнсис К. Мейсон, боевой самолёт, обладающий такими качествами, мог бы эффективно устранить традиционную зависимость самолётов от относительно уязвимых взлётно-посадочных полос, взлетая и приземляясь вертикально, в отличие от обычного горизонтального захода на посадку. Соответственно, разработка жизнеспособных самолётов с вертикальным взлётом и посадкой (СВВП) была особенно привлекательной для военных в начале послевоенной эпохи. Поскольку удельная тяга турбореактивных двигателей увеличилась настолько, что один двигатель мог поднять самолёт, конструкторы начали исследовать способы поддержания устойчивости во время полёта самолёта на этапе вертикального взлёта и посадки.
Одной из компаний, решивших заняться исследованиями в области вертикального взлёта и посадки, был французский производитель двигателей Snecma, который в 1956 году построил серию бескрылых испытательных стендов под названием Atar Volant. Первый из них не пилотировался, а второй летал свободно. Оба стабилизировались газовыми форсунками на трубах выносных опор. Третий имел наклонное сиденье, позволяющее пилоту сидеть вертикально, когда фюзеляж был выровнен, а боковые воздухозаборники были предусмотрены для свободного полёта. Пилотом в этих экспериментах был Огюст Морель. Atar Volant был экспериментальной базой для создания более крупного самолёта вертикального взлёта.
Существенное влияние на развитие проекта оказал австрийский инженер-конструктор Гельмут фон Зборовски, который спроектировал инновационное кольцевое крыло. Было высказано предположение, что такое крыло могло бы работать как прямоточный воздушно-реактивный двигатель и приводить самолёт в движение со сверхзвуковой скоростью. Разработчики решили интегрировать это крыло в свой проект. Из этого решения возникла базовая конфигурация C-450.

## Конструкция
Аэродинамическое управление и устойчивость обеспечивались четырьмя треугольными крылышками, которые устанавливались на внешней стороне крыла, однако они были эффективны только во время горизонтального полёта. Во время зависания управление обеспечивалось отклоняющими лопатками в выхлопе двигателя. Ходовая часть С-450 состояла из четырёх небольших литых колёс.
Пилот управлял самолётом из закрытой кабины, однако позиция пилота была нетрадиционной. Чтобы приспособиться к изменяющейся ориентации самолёта между вертикальным и горизонтальным полётом, пилот сидел в катапультном сиденье, которое наклонялось так, чтобы он всегда сидел нормально независимо от режима полёта. Воздухозаборники силовой установки (один осевой турбореактивный двигатель Snecma Atar) были расположены по обе стороны от кабины пилота. Хотя самолёт был разработан фирмой Snecma, большая часть производственного процесса была выполнена другой французской авиастроительной компанией Nord Aviation.

## Испытания
В начале 1958 года законченный первый прототип прибыл на аэродром Мелун Вильярош. Необычный дизайн С-450 произвёл фурор в общественном сознании; один из конструкторов Джереми Дэвис заметил, что самолёт якобы побудил ВМС Соединенных Штатов заключить контракт с американским производителем вертолётов Kaman Aircraft на разработку собственного летательного аппарата с кольцевым крылом, получившего название Flying Barrel (с англ. — «Летающая бочка»). В декабре 1958 года С-450 впервые взлетел самостоятельно, хотя и был пришвартован; за штурвалом самолёта был Огюст Морель. Обнаружились проблемы с пилотированием, такие как тенденция к медленному вращению самолёта вокруг своей оси при вертикальном зависании. Морель также отметил, что показания индикатора вертикальной скорости были нереалистичными, а органы управления не позволяли точно контролировать самолёт при выполнении посадки.
Морель провёл в общей сложности восемь успешных полётов, достигнув зарегистрированной максимальной высоты 800 метров. Один из этих полётов включал демонстрацию зависания самолёта перед публикой. Девятый полёт, состоявшийся 25 июля 1959 года, планировался с ограниченными перемещениями по горизонтали; однако из-за недостаточного оснащения и отсутствия визуальных ориентиров самолёт слишком наклонился, потерял скорость и высоту. Пилот не смог восстановить контроль из-за серии резких колебаний и катапультировался на высоте 150 метров. Он выжил, но получил тяжёлые ранения. Самолёт полностью разрушился при падении. Хотя обсуждались планы постройки второго экземпляра самолёта, финансирование проекта после аварии прекратилось.

## Лётно-технические характеристики[4]
- Экипаж — 1 человек;
- Длина — 8,02 м;
- Размах крыла — 4,51 м;
- Диаметр — 3,20 м;
- Максимальный взлётный вес — 3000 кг;
- Двигатель — 1 осевой турбореактивный двигатель Atar EV (101E), тяга 36,3 кН;